# Motor de combustión interna alternativo

Motor de cuatro tiempos de gasolina, DOHC.

Los motores de combustión interna alternativos, también a menudo llamados motor de pistón o motor de émbolo y vulgarmente conocidos como motores de explosión o motores diésel, son motores térmicos en los que los gases generados en la reacción exotérmica resultante de un proceso de combustión empujan un émbolo o pistón en un movimiento alternativo, desplazándolo en el interior de un cilindro y haciendo girar un cigüeñal, obteniendo finalmente un movimiento de rotación.
La contraposición son las máquinas rotativas en que el movimiento de las piezas de la máquina ya es de rotación como las turbinas o el motor Wankel.
El funcionamiento cíclico de estos motores implica la necesidad de sustituir los gases de la combustión por nueva mezcla de aire y combustible en el interior del cilindro; esta mezcla es aproximadamente, 16 partes de aire por una de combustible; este proceso se denomina renovación de la carga.
En los motores, la energía de fluido disminuye y se transforma en energía mecánica. La máquina opuesta son los generadores alternativos, en la que se transfiere la energía al fluido. Si se trata de fluidos compresibles, hablamos de compresores y si son incompresibles de bombas.

## Características comunes
La configuración genérica es un cilindro donde dentro hay un pistón, a veces dos. Si hay solo un cilindro un extremo del cilindro está cerrado, si existen dos pistones cada uno cierra un extremo. En el cilindro se introduce el fluido de trabajo, generalmente aire o vapor de agua. Se puede introducir bajo presión y caliente (por ejemplo, la máquina de vapor), o se calienta y comprime en el interior del cilindro, ya sea por la ignición de una mezcla de aire y combustible (motor de combustión interna) o por contacto con un intercambiador de aire caliente en el cilindro (motor Stirling). Los gases calientes y a presión se expanden, empujando el pistón hacia la parte inferior del cilindro. El pistón se devuelve a la parte superior del cilindro (punto muerto superior) por un volante de inercia, o la potencia de otros pistones conectados al mismo eje o, en algunos diseños, el pistón puede ser accionado por ambas lados, en cuyo caso se dice que es de doble efecto. En los motores con dos pistones por cilindro estos vuelven al centro. Dentro de este tipo existe una variante que emplea aire comprimido para desplazar los pistones motor de pistón libre
En la mayoría de los tipos los gases expandidos o "agotados" se eliminan del cilindro por esta carrera, aunque en algunas máquinas de vapor se condensa y se vuelve a enviar a la caldera. Algunos tipos de motor de Stirling, no expulsan nada, sino que calienta y enfría repetidamente la misma cantidad de gas sellada. En los que emplean fluidos incompresibles generalmente el fluido trabaja en circuito cerrado y se vuelve a enviar a la bomba.
En la mayoría de los tipos, el movimiento lineal del pistón se convierte en movimiento de rotación a través de una biela y un cigüeñal o por un plato oscilante, empleado bastante en los motores hidráulicos, u otro mecanismo adecuado. Pero en los martillos mecánicos no se transforma a movimiento circular, sino que se emplea el lineal alternativo directamente. A menudo, se utiliza un volante de inercia para asegurar una rotación suave o para almacenar energía para llevar el motor a través de una parte del ciclo sin potencia. Los motores alternativos de más cilindros, en general, funciona más libre de vibraciones (suavemente). La potencia de un motor alternativo es proporcional al volumen de desplazamiento de los pistones combinados. 
Debe existir algún tipo de sellado entre el pistón deslizante y las paredes del cilindro, de manera que el gas a alta presión sobre el pistón no se escape y reduzca la eficiencia del motor. Este sellado lo proporciona generalmente uno o más anillos de pistón. Estos son los anillos hechos de un metal duro, e introducidos en una ranura circular en la cabeza del pistón. Los anillos de ajustarse estrechamente en la ranura y presionar contra la pared del cilindro para formar una junta. Generalmente, existen varios anillos y cada uno realiza una función.
Los cilindros pueden estar alineados en línea, en una configuración de V, horizontalmente opuesto uno al otro, o radialmente alrededor del cigüeñal. En los motores con los pistones opuestos existen dos pistones de trabajo en los extremos opuestos del mismo cilindro. Y esto permite configuraciones exóticas como la triangular del Napier Deltic. Algunos diseños han fijado los cilindros en movimiento alrededor del eje, tal como el motor rotativo que sigue siendo un motor alternativo el pistón dentro del cilindro sigue haciendo un movimiento alternativo. Los motores que emplean plato oscilante tiene los cilindros paralelos entre sí y con respecto al eje de giro. 
En algunos diseños, la posición del pistón puede permitir o impedir la entrada o salida de los gases en el momento correcto del ciclo. Pero normalmente se requieren válvulas para realizar esta función. Lo habitual es que estén conducidas por levas o bielas accionadas por el eje del motor. Los primeros diseños utilizan la válvula corredera, pero ha sido reemplazado en gran parte por la válvula de pistón o válvula de asiento. En los motores de vapor del punto en el ciclo del pistón en la que la válvula de entrada de vapor se cierra se llama el corte y este a menudo se puede controlar para ajustar el par motor suministrado por el motor y mejorar la eficiencia. En algunas máquinas de vapor, la acción de las válvulas puede ser sustituido por un cilindro oscilante.

## Clasificación
Los motores mencionados se pueden clasificar de la siguiente manera:

### Según el número y disposición de cilindros
- Dependiendo de la disposición puede ser lineal, en V o radial.
- Dependiendo de la cantidad puede ser de 1 hasta, generalmente, 12.

### Según la forma de provocar la ignición o encendido de la mezcla
- Mediante encendido provocado: Son los de ciclo Otto o de gasolina.
- Mediante encendido por compresión: Son los de ciclo Diésel.

### Según la forma de hacer la renovación de la carga
- Ciclo de cuatro tiempos, o 4T en los que el ciclo de trabajo se completa en cuatro carreras del émbolo y dos vueltas del cigüeñal. En estos motores, la renovación de la carga se controla mediante la apertura y cierre de las válvulas de admisión y escape.
- Ciclo de dos tiempos, o 2T el ciclo de trabajo se completa en dos carreras del émbolo y una vuelta del cigüeñal. La renovación de la carga se logra por barrido, al desplazar la nueva mezcla los gases de la combustión previa, sin la necesidad de válvulas, (en los diésel lleva de escape) ya que es ahora el propio émbolo el que con su movimiento descubre las lumbreras de admisión y escape (solo ciclo Otto) regulando el proceso.

## Esquema

### Motores térmicos
| Máquina de vapor | Motor Stirling |
| ---------------- | -------------- |
|                  | \|             |

### Motores por expansión
| Motor de combustión interna |

## Aplicaciones
Existen variantes de los dos ciclos tanto en diésel como en gasolina, teniendo cada uno su ámbito de aplicación.
- 2T gasolina: tuvo gran aplicación en las motocicletas, motores de ultraligeros (ULM) y motores marinos fuera-borda hasta una cierta cilindrada, habiendo perdido mucho terreno en este campo por las normas anticontaminación. Solo motores muy pequeños como motosierras y pequeños grupos electrógenos siguen llevándolo.
- 4T gasolina: domina en las aplicaciones en motocicletas de todas las cilindradas, automóviles, aviación deportiva y fuera borda.
- 2T diésel: domina en las aplicaciones navales de gran potencia, hasta 100 000 CV hoy día, tracción ferroviaria. En su día se usó en aviación con cierto éxito.
- 4T diésel: domina en el transporte terrestre, automóviles, aplicaciones navales hasta una cierta potencia. Empieza a aparecer en la aviación deportiva.

Motor en línea

### Disposición constructiva

Motor en estrella

- Por la disposición de cilindros: Las formas comunes de disposición de los cilindros son en Motor en  V y en línea, con un número de cilindros variable en función de la cilindrada total del motor. También existe la disposición en boxer o disposición opuesta, corriente en algunas marcas de automóvil como Porsche, Subaru, y la más frecuente en aviación deportiva y general hasta una cierta potencia.  Han existido otras configuraciones, como la disposición en "X", en "H", en "U" y en "W", además del motor en "estrella", muy frecuente en aviación general,  comercial y militar hasta la aparición del motor de reacción, y una variante de este, el motor rotativo (en el cual el cigüeñal permanece fijo y gira el bloque de cilindros entero a su alrededor), muy usado en los inicios de la aviación.
- En los motores de 4 tiempos, por la disposición de la distribución, el árbol de levas y las válvulas: Motores SV, OHV, SOHC, DOHC.

### Caras activas del pistón
Los motores comunes tienen una única cara activa (motores de simple efecto), ya que solo la cara superior del pistón está en contacto con el fluido motor (mezcla carburada y gases de combustión), de modo que el efecto útil se produce siempre en el mismo sentido, durante la carrera descendente del pistón. En cambio, en los motores de doble efecto, ambas caras del pistón son activas, produciéndose efecto útil en ambas carreras del pistón.

### Presión de admisión

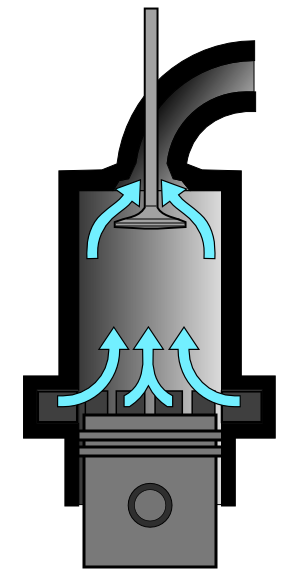
Renovación de la carga en un diésel 2T

El motor atmosférico es aquel en el que la presión en la admisión es la atmosférica (o algo menor), a diferencia de los sobrealimentados, en los que la presión de admisión es superior a la atmosférica, para lo que se emplea un compresor (generalmente turbocompresor). Los motores sobrealimentados se emplean cada vez más, ya que manteniendo el tamaño del motor (peso) proporcionan mayor potencia. Adicionalmente, al independizarse el motor de la presión atmosférica exterior, se logra paliar la pérdida de rendimiento al trabajar a gran altura. En todo caso, conviene evitar en los motores de ciclo Otto el fenómeno de la detonación.

## Ventajas e inconvenientes
Las principales ventajas de estos motores, que han motivado su gran desarrollo son:
- El uso de combustibles líquidos, de gran poder calorífico, lo que proporciona elevadas potencias y amplia autonomía. Estos combustibles son principalmente la gasolina en los motores Otto y el gasóleo o diésel en los motores diésel aunque también se usan combustibles gaseosos como el hidrógeno molecular, el metano o el propano.
- Rendimientos aceptables, aunque raramente sobrepasan el 50 % (téngase en cuenta que rendimientos del 100 % son imposibles, ver ciclo de Carnot).
- Amplio campo de potencias, desde 0,1 kW hasta más de 30 MW lo que permite su empleo en la alimentación de máquinas manuales pequeñas así como grandes motores marinos.

Sin embargo, estos motores no están exentos de inconvenientes, entre los que cabe señalar:
- Combustible empleado. Estos motores están alimentados en su mayoría (aunque existen desarrollos alternativos) por gasolina o diésel, dos derivados del petróleo que como sabemos es un recurso no renovable, además de sufrir su precio fluctuaciones de consideración.
- Contaminación. Los gases de la combustión de estos motores son los principales responsables de la contaminación en las ciudades (junto con las calefacciones de combustibles fósiles), lo que da lugar a episodios agudos de contaminación local como el smog fotoquímico y contribuye de forma importante en fenómenos globales como el efecto invernadero y consecuente cambio climático.

En algunas aplicaciones, el motor alternativo se ha sustituido con éxito por una turbina, y se han comercializado ya automóviles eléctricos, si bien, con autonomía limitada debido al peso de las baterías y solares. La principal desventaja de estos dos últimos sistemas es que las prestaciones del vehículo son notablemente inferiores a las proporcionadas por un motor de combustión interna alternativo, por lo que su demanda es muy reducida.

## Campo de aplicación
Son los motores comúnmente utilizados en aplicaciones autónomas (independientes de la red eléctrica) empleándose en los automóviles, motos y ciclomotores, camiones y demás vehículos terrestres, incluyendo maquinaria de obras públicas, maquinaria agrícola y ferrocarril; también son de este tipo los motores marinos, incluidos los pequeños motores fuera borda. Igualmente, fueron empleados en los albores de la aviación, si bien con posterioridad han sido sustituidos por turbinas, con mejor relación potencia/peso, manteniéndose sólo en pequeños motores.
En aplicaciones estacionarias, se emplean en grupos generadores de energía eléctrica, normalmente de emergencia, entrando en funcionamiento cuando falla el suministro eléctrico, y para el accionamiento de máquinas diversas en los ámbitos industrial (bombas, compresores, etc.) y rural (cortacésped, sierras mecánicas, etc.) generalmente cuando no se dispone de alimentación eléctrica.